# Hermine Hug-Hellmuth

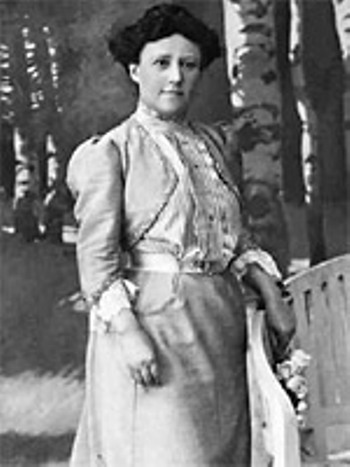
Hermine Hug-Hellmuth

Hermine Hug-Hellmuth, właściwie Hermine Hug von Hugenstein (ur. 31 sierpnia 1871 w Wiedniu, zm. 9 września 1924 w Wiedniu) – austriacka psychoanalityczka, członkini Międzynarodowego Towarzystwa Psychoanalitycznego, pionierka psychoanalizy dziecka, autorka prac wywierających wpływ na Annę Freud, Melanie Klein, Eugenię Sokolnicką, Jeana Bergèsa oraz Gabriela Balbo.

## Życiorys
Urodziła się w katolickiej rodzinie o arystokratycznych koneksjach. Jej ojciec, pełniący służbę wojskową w cesarskim wojsku Hugo Hug von Hugestein, po okresie nieformalnego związku z inną kobietą i spłodzeniu pierwszego dziecka, Antonii Farmer, ożenił się z Ludoviką Achepohl, która w 1871 roku urodziła ich córkę, Hermine Hug von Hugenstein. Matka cztery lata po porodzie zachorowała najprawdopodobniej na gruźlicę, co doprowadziło osiem lat później do osierocenia dwunastoletniej Hermine. Trudna sytuacja rodzinna wywołana chorobą Ludoviki nałożyła się na utratę majątku przez jej małżonka w wyniku krachu giełdowego w roku 1873. Matka Hug-Hellmuth przed śmiercią urodziła jeszcze jedno dziecko, które zmarło jednak po jednym miesiącu życia. Zorganizowała także w warunkach domowych edukację dla swojej córki. Ta ostatnia kontynuowała ją na rozpoczętych w roku 1897 studiach filozoficznych na Uniwersytecie Wiedeńskim. Podążyła tym samym w ślady swojej siostry przyrodniej, która, dokładnie w roku rozpoczęcia studiów przez przyszłą psychoanalityczkę, zakończyła naukę uzyskaniem doktoratu w dziedzinie filozofii. Hermine z kolei ukończyła własne studia w roku 1909, a rok później przyjęła pseudonim „Hug-Hellmuth”.
Po zakończeniu edukacji wyższej Hug-Hellmuth podjęła pracę jako nauczycielka oraz zmagała się z problemami związanymi z przedwczesną śmiercią przyrodniej siostry w 1915 roku i osobą urodzonego w roku 1906 przejawiającego trudności wychowawcze syna zmarłej Antoniny Farmer, Rudolfa Ottona Hug (ps. „Rolf”), nad którym psychoanalityczka przejęła w 1918 roku nieformalną opiekę (jest on uznawany za jej, obok uczniów, pierwszy obiekt analityczny).
W drugiej dekadzie XX wieku, jak inne kobiety dostrzegające w nim możliwości emancypacyjne, choćby Eugenia Sokolnicka, Helena Deutsch czy Erzsébet Révész, związała się ze środowiskiem psychoanalitycznym. Równolegle z Karlem Landauerem i Edoardo Weissem dołączyła w 1913 roku do Międzynarodowego Towarzystwa Psychoanalitycznego jako czwarta kobieta ze statusem jego członkini. Wprowadzenie jej do otoczenia Freuda ułatwiło w znaczącej mierze odbycie przez nią analizy, a później nauki u Isidora Sadgera oraz opublikowanie jeszcze przed oficjalnym wstąpieniem do Towarzystwa artykułu Analyse eines Traumes eines funfeinhalbjährigen Knaben w „Zentralblatt für Psychoanalyse”. W 1923 natomiast sama rozpoczęła uczenie innych analizowania.

### Śmierć
Rankiem 9 września 1924 roku, w dniu swojego przybycia do Wiednia, do mieszkania Hug-Hellmuth wtargnął przez otwarte okno Rolf, jej wcześniejszy podopieczny, który obudził ją, obrabował z pieniędzy i złotego zegarka, a na koniec zabił. Dokładne motywy morderstwa nie zostały wyjaśnione. Precyzyjną rekonstrukcję życiorysu analityczki uniemożliwia natomiast jej decyzja o zachowaniu jak największej anonimowości i powiązane z nią zawarcie we własnym testamencie woli o niepublikowaniu nigdy prac poświęconych jej osobie i dorobkowi naukowemu. Jedyne dostępne informacje na temat jej biografii są zasługą George’a MacLeana oraz Ulricha Rappena, którzy, rozpoczynając poszukiwanie danych do książki na temat Hug-Hellmuth, zwrócili się z prośbą o nie do Anny Freud, kontynuatorki jej prac nad adaptacją teorii psychoanalitycznej do psychologii dziecka.

## Dorobek naukowy
Na oscylującą wokół psychologii dziecka działalność naukową Hug-Hellmuth dominujący wpływ wywarły jej trzy role – analityczki, nauczycielki oraz opiekunki syna siostry przyrodniej. Doprowadziło ją to do wyłożonej podczas VI Międzynarodowego Kongresu Psychoanalitycznego w Hadze (1920 rok) tezy o niemożności łączenia funkcji analityka oraz rodzica. Stwierdzenie to wychodziło naprzeciw postępowaniu Zygmunta Freuda, Maxa Grafa czy Melanie Klein przystępujących do analizowania własnych dzieci oraz opierało się na założeniu o rodzicielskim narcyzmie i zbyt wysokim poczuciu swobody analitycznej. Innym istotnym elementem dorobku Hug-Hellmuth były natomiast spostrzeżenia zawarte w referacie o technice analizowania dziecka, który został wygłoszony podczas tego samego kongresu, a także we wcześniejszym artykule Kinderpsychologie, Pädagogik opublikowanym w czwartym numerze „Jahrbuch für psychoanalytische und psychopatologische Forschung” oraz własnej pierwszej psychoanalitycznej pracy Analyse eines Traumes eines funfeinhalbjährigen Knaben poświęconej osobie jej podopiecznego Rolfa. W powyższych tekstach psychoanalityczka akcentowała rolę uczucia miłości w relacjach pomiędzy dzieckiem a rodzicami, którego niedobór, a nie nadmiar – jak sugerował Isidor Sadger – miał doprowadzać do samobójstw w okresie dojrzewania, protestowała przeciwko tabuizacji dziecięcej i młodzieńczej seksualności oraz postulowała traktowanie dziecka przez psychoanalityka tak, jak zwykł on traktować dorosłych pacjentów. Hug-Hellmuth jest również uznawana za twórczynię techniki „odgrywania ról” podczas analizowania dziecka oraz popularyzatorkę łączenia teorii psychoanalitycznej z pedagogiką i edukacją.

## Tagebuch eines halbwüchsigen Mädchens
W 1919 roku Hug-Hellmuth anonimowo wydała w psychoanalitycznym wydawnictwie Internationale Psychoanalytische Verlag książkę Tagebuch eines halbwüchsigen Mädchens, która stanowiła połączenie spisu obserwacji na temat młodzieńczej seksualności z elementami diarystycznymi. Wpisywała się w konwencję dziennika nieokreślonej z imienia i nazwiska nastolatki, w którym to opisała ona swoje życie, relacje i doświadczenia, przede wszystkim te związane ze śmiercią matki. Wydanie dziennika stało się przyczyną wybuchu skandalu o sfabrykowanie zawartych w nim zapisków przez Hug-Hellmuth, która miała jedynie zawrzeć tam własną autobiografię, wzbogacając ją o wypracowane elementy psychoanalizy dziecka. Mimo interwencji Freuda w obronie autorki, na niemieckim rynku wydawniczym wstrzymano jej druk z powodu wspomnianych oskarżeń o fałszerstwo.